# 趙文博
趙文博（1425年—1497年），字子約，山西太原府代州人，明朝政治人物。

## 生平
景泰元年（1450年）庚午科山西鄉試舉人，五年（1454年）甲戌科二甲第六十九名進士。授廣東道監察御史，論劾曹吉祥、石亨，謫淳化縣知縣，天順八年（1464年）升衛輝府知府，成化三年（1467年）調臨洮府知府，五年（1469年）丁憂。服闋，九年（1473年）起為鞏昌府知府，十二年（1476年）升陝西布政使司右參政，十五年（1479年）升山東右布政使，十六年（1480年）升山東左布政使，十九年（1483年）十月任都察院右副都御史、巡撫河南，二十二年（1486年）十二月被論劾致仕歸里，弘治十年（1497年）卒於家。